# Eleições municipais de Curitiba em 2012
A eleição municipal de 2012 de Curitiba determinou o novo prefeito e os 38 membros da câmara municipal. O primeiro turno aconteceu em 7 de outubro com três principais candidatos: Ratinho Junior, eleito deputado federal em 2010; o ex-deputado federal Gustavo Fruet, que tentou a eleição para o Senado em 2010; e Luciano Ducci, eleito como vice-prefeito de Beto Richa em 2008. Para o pleito foram registrados oito (8) candidatos a prefeito e setecentos e nove (709) candidatos a vereador que estão aptos para serem eleitos.
Como nenhum dos candidatos à prefeitura atingiram a maioria absoluta (50% dos votos mais 1 voto) no dia 7, os dois mais votados, Ratinho Junior (34,09%) e Gustavo Fruet (27,22%) foram para o segundo turno em 28 de outubro. Por fim, Gustavo Fruet foi eleito com 60,65% dos votos, ultrapassando o primeiro colocado do turno anterior.

## Candidatos

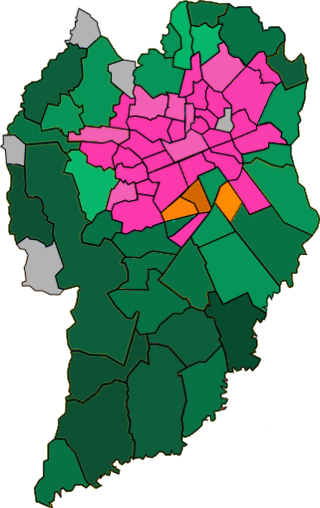
Mapa do primeiro turno por bairros da eleição de Curitiba em 2012. (Degradê)

O Partido Renovador Trabalhista Brasileiro (PRTB) possuía a intenção de apoiar a candidatura de Gustavo Fruet na coligação "Curitiba Quer Mais". Durante a formação da coligação, o nome de Carlos Roberto de Moraes foi o único apresentado pelo PRTB, apesar da resistência. Devido a uma dissidência numa ala do partido cuja desejava candidato próprio e a uma ata da convenção que lançava Carlos, o PRTB saiu da coligação para lançar o nome de Carlos Moraes como candidato. Carlos Moraes foi o último candidato a fazer o registro da candidatura no Tribunal Regional Eleitoral. É formado em marketing e apresentador de televisão. Durante análise das candidaturas, a do PRTB foi considerada inelegível. Para o juiz Marcelo Walbach Silva (1ª Zona Eleitoral), Moraes contrariou o Estatuto do PRTB, no qual as candidaturas do partido em cidades com mais de 200 mil habitantes precisam ser aprovadas pela direção nacional da legenda, o que não ocorreu; além de considerar que houve dupla filiação de Moraes, no PSC e no PRTB, ocasionando a anulação das duas filiações. O candidato recorreu à decisão, mas a justiça eleitoral considerou que não foram apresentadas provas suficientes, deixando a candidatura do político indeferida. A prioridade na campanha de Moraes seria relacionado com a tecnologia da informação a serviço do poder público. Ele defende que todas as instâncias da administração pública devem ser monitoradas 100% do tempo por áudio e vídeo, de maneira que todos tenham acesso ao que é feito.
A candidatura de Ratinho Junior foi aceita, apesar de um enclave. Houve questionamento se a candidatura do deputado federal Carlos Roberto Massa Junior era legal, uma vez que seu pai é apresentador de televisão e possui o Programa do Ratinho. De acordo com a lei, o candidato não poderia ter o mesmo nome do programa de televisão. Todavia, ficou entendido na justiça que o programa se referia ao pai, e não ao filho, sendo assim aceito.
| Número | Candidato                                    | Partido | Vice-candidato                  | Coligação |
| ------ | -------------------------------------------- | ------- | ------------------------------- | --- |
| 54     | Alzimara Cabreira Fraga Bacellar             | PPL     | Cláudio Gamas Fajardo           | sem coligação |
| 16     | Avanílson Alves Araújo                       | PSTU    | Beatriz de Campos               | sem coligação |
| 50     | Bruno César Deschamps Meirinho               | PSOL    | Sueli de Fatima Fernandes       | Frente de Esquerda Partido Comunista Brasileiro (PCB) Partido Socialismo e Liberdade |
| 28     | Carlos Roberto de Moraes                     | PRTB    | Claudio Antonio Okulski Mariano | sem coligação |
| 20     | Carlos Roberto Massa Júnior (Ratinho Junior) | PSC     | Ricardo Tempel Mesquita (PSC)   | Curitiba Criativa Partido Social Cristão Partido da República (PR) Partido Comunista do Brasil (PCdoB) Partido Trabalhista do Brasil (PTdoB) |
| 12     | Gustavo Bonato Fruet                         | PDT     | Mirian Aparecida Gonçalves (PT) | Curitiba Quer Mais Partido Democrático Trabalhista (PDT) Partido dos Trabalhadores (PT) Partido Verde (PV) |
| 40     | Luciano Ducci                                | PSB     | Rubens Bueno (PPS)              | Curitiba Sempre na Frente Partido Republicano Brasileiro (PRB) Partido Progressita (PP) Partido Social Liberal (PSL) Partido Trabalhista Nacional (PTN) Partido Popular Socialista (PPS) Democratas (DEM) Partido Social Democrata Cristão (PSDC) Partido Humanista da Solidariedade (PHS) Partido da Mobilização Nacional (PMN) Partido Trabalhista Cristão (PTC) Partido Socialista Brasileiro Partido Republicano Progressista (PRP) Partido da Social Democracia Brasileira (PSDB) Partido Social Democrático (PSD) Partido Trabalhista Brasileiro (PTB) |
| 15     | Rafael Valdomiro Greca de Macedo             | PMDB    | Marinalva Gonçalves da Silva    | sem coligação |

Nota: Em itálico o nome do candidato para a urna eletrônica.
Alzimara Bacellar
Alzimara Cabreira Fraga Bacellar (Porto Alegre, 1 de setembro de 1959) é candidata aos 53 anos de idade pelo Partido Pátria Livre (PPL), na primeira eleição em que o partido participa. Casada, tem histórico em movimentos sociais ligados a garantia de direito às mulheres e é servidora pública. Cláudio Gamas Fajardo é candidato à vice-prefeito, já presidiu a Fundação Cultural de Curitiba e a Biblioteca Pública do Paraná.
Avanílson Araújo
Avanílson Alves Araújo (Governador Valadares, 7 de abril de 1974) é candidato aos 38 anos pelo Partido Socialista dos Trabalhadores Unificado (PSTU). Solteiro, é advogado e Mestre em Ciências Sociais. Em 2010, foi candidato ao governo do Paraná. Ele tem relações com o Movimento dos Trabalhadores Rurais Sem Terra e outras organizações sindicais. A candidata à vice é Beatriz de Campos, também ligada com os movimentos sociais.
Bruno Meirinho
Bruno César Deschamps Meirinho (Curitiba, 10 de maio de 1982) é candidato aos 30 anos (o mais jovem) pelo Partido Socialismo e Liberdade (PSOL). Solteiro, é advogado. A candidata à vice é Sueli Fernandes, professora da Universidade Federal do Paraná (UFPR).
Carlos Massa Junior
Carlos Roberto Massa Junior (Jandaia do Sul, 19 de abril de 1981) é candidato aos 31 anos pelo Partido Social Cristão (PSC). Casado, é deputado federal. Ricardo Tempel Mesquita é o candidato à vice.
Gustavo Fruet
Gustavo Bonato Fruet (Curitiba, 18 de abril de 1963) é candidato aos 49 anos pelo Partido Democrático Trabalhista (PDT). Solteiro, é advogado. Formado em Direito pela UFPR e de Doutor em Direito das Relações Sociais. Fruet foi vereador de Curitiba, deputado federal e candidato ao Senado em 2010. A advogada Mirian Aparecida Gonçalves é a candidata à vice.
Luciano Ducci
Luciano Ducci (Curitiba, 23 de março de 1955) é candidato à reeleição aos 57 anos pelo Partido Socialista Brasileiro (PSB). Casado, é médico. Foi Secretário Municipal de Saúde, tomando posse como prefeito em 2010, após a candidatura do então prefeito Beto Richa para governador. Rubens Bueno é o candidato à vice.
Rafael Greca
Rafael Valdomiro Greca de Macedo (Curitiba, 17 de março de 1956) é candidato aos 56 anos pelo Partido do Movimento Democrático Brasileiro (PMDB). Casado, é engenheiro. Foi vereador, deputado estadual constituinte, prefeito de Curitiba (1993-1997), ministro de Esporte e Turismo e deputado estadual e federal. A enfermeira Marinalva Gonçalves da Silva é candidata à vice.

### Estatísticas
Todos os candidatos a prefeito possuem ensino superior completo.

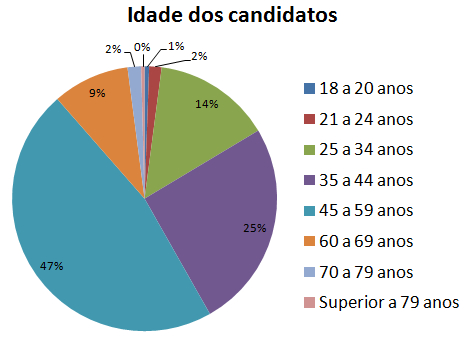
O gráfico mostra a quantidade de candidatos na eleição municipal curitibana (prefeitos e vereadores) relacionando com as suas idades. Valores em porcentagem foram arredondados.

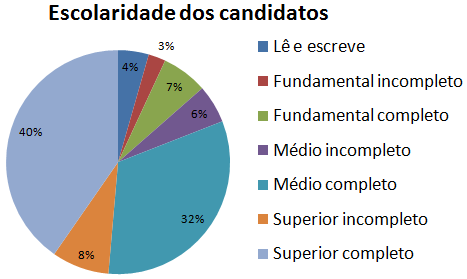
O gráfico mostra a quantidade de candidatos na eleição municipal curitibana (prefeitos e vereadores) relacionando com os anos de estudo. Valores em porcentagem foram arredondados.

Do total de candidatos aptos, apenas quatro (4) possuem de 18 a 20 anos (0,552%); onze tem entre 21 a 24 anos (1,517%); cento e quatro (104) possuem de 25 a 34 anos (14,345%); cento e oitenta e quatro estão na faixa de 35 a 44 anos (25,379%); a maioria dos candidatos possuem entre 45 a 59 anos, somando-se a este trezentos e trinta e nove (339) com representação de 46,759%; sessenta e oito (68) estão na faixa de 60 a 69 anos (9,379%); apenas doze (12) possuem de 70 a 79 anos (1,655%); e três (3) candidatos tem 80 anos ou mais (0,414%).
Trinta e dois (32) candidatos são alfabetizados (4,414%); dezoito (18) possuem ensino fundamental incompleto (2,483%);
quarenta e oito (48) possuem ensino fundamental completo (6,621%); quarenta (40) possuem ensino médio incompleto (5,517%); duzentos e trinta e quatro (234) possuem ensino médio completo (32,276); sessenta (60) possuem ensino superior incompleto (8,276%); e duzentos e noventa e três (293) possuem ensino superior completo (40,414%).
Quinhentos e vinte e um (521) candidatos são do sexo masculino (71,862%) e duzentos e quatro (204) são do sexo feminino (28,138%).
| Candidatos a vereador por partido e sexo                       | Candidatos a vereador por partido e sexo | Candidatos a vereador por partido e sexo | Candidatos a vereador por partido e sexo | Candidatos a vereador por partido e sexo | Candidatos a vereador por partido e sexo |
| Coligação/Partido                                              | Homens                                   | %                                        | Mulheres                                 | %                                        | Total                                    |
| -------------------------------------------------------------- | ---------------------------------------- | ---------------------------------------- | ---------------------------------------- | ---------------------------------------- | ---------------------------------------- |
| PDT / PT / PV                                                  | 53                                       | 69,737                                   | 23                                       | 30,263                                   | 76                                       |
| PMDB                                                           | 34                                       | 73,913                                   | 12                                       | 26,087                                   | 46                                       |
| PP                                                             | 35                                       | 74,468                                   | 12                                       | 25,532                                   | 47                                       |
| PPL                                                            | 1                                        | 50,000                                   | 1                                        | 50,000                                   | 2                                        |
| PPS                                                            | 37                                       | 68,519                                   | 17                                       | 31,481                                   | 54                                       |
| Inova Curitiba (PR / PC do B)                                  | 36                                       | 81,818                                   | 8                                        | 18,182                                   | 44                                       |
| Unidos Por Curitiba (PRB / DEM / PHS / PMN / PSB / PSDB / PSD) | 52                                       | 69,333                                   | 23                                       | 30,667                                   | 75                                       |
| PRP                                                            | 38                                       | 74,510                                   | 13                                       | 25,490                                   | 51                                       |
| Curitiba Novas Ideias (PSC / PT do B)                          | 52                                       | 70,270                                   | 22                                       | 29,730                                   | 74                                       |
| PSDC                                                           | 39                                       | 70,909                                   | 16                                       | 29,091                                   | 55                                       |
| PSL                                                            | 39                                       | 69,643                                   | 17                                       | 30,357                                   | 56                                       |
| PSOL                                                           | 8                                        | 66,667                                   | 4                                        | 33,333                                   | 12                                       |
| PSTU                                                           | 0                                        | 0,000                                    | 1                                        | 100,000                                  | 1                                        |
| PTB                                                            | 39                                       | 75,000                                   | 13                                       | 25,000                                   | 52                                       |
| Curitiba Mais Forte (PTN / PTC)                                | 47                                       | 73,438                                   | 17                                       | 26,563                                   | 64                                       |

## Campanha

### Candidatos

#### Alzimara Bacellar
Alzimara pretende aumentar as unidades de saúde, a implementação de programas de saúde e a informatização do sistema. Planeja equipar as escolas com material didático, áreas de esporte e lazer, avaliação do ensino e dos professores; e construir cento e vinte e cinco jardins de infância (escolas para atender alunos de até 6 anos); além de criar a Olimpíada Municipal com várias modalidades esportivas. Ela também pretende criar a Secretaria Municipal de Cultura e o Circuito Municipal de Arte e Cultura que irá disponibilizar acervos culturais tendo a criação de dez cines-teatro para a apresentação de cinema, música e teatro. Alzimara quer incentivar a indústria e qualificar a mão-de-obra. Irá ampliar as canaletas, criar corredores exclusivos para os ônibus, instalar ciclovias incentivando o uso de bicicletas e a promoção de um grande programa de calçadas em toda a cidade. Aumentará a quantidade de centros de assistência social, dando apoio aos dependentes químicos e deficientes físicos; ela criará a Secretaria da Igualdade Racial e a Secretaria da Mulher com uma rede de apoio as mulheres que são vítimas de violência. A candidata do PPL se compromete a realizar um saneamento ambiental recuperando rios e incentivando a reciclagem. Alzimara construirá residências para famílias de renda com até três salários mínimos e construir quarenta mil unidades.

#### Avanílson Araújo
Avanílson Araújo com o slogan Uma Curitiba para os trabalhadores, declarou que pretende rever a terceirização de serviços da saúde pública, os problemas de moradia popular e ocupações irregulares, além da melhora e aumento de vagas na educação. Para Avanílson existem "duas Curitibas": a Curitiba industrial e dos ricos, e a Curitiba dos trabalhadores. Avanílson ataca os demais candidatos dizendo que eles são financiados pelos grupos econômicos, e afirma que o atual governo do PSB/PSDB governa para os ricos. Com o objetivo de romper com o atual modelo, propõe-se rever as dívidas públicas, utilizar este montante em obras públicas e infraestrutura dos bairros carentes, confiscar os bens de todos os corruptos, utilização dos recursos para os trabalhadores com moradias e transportes coletivos, estatização do transporte, suspensão das privatizações feitas pelo prefeito Luciano Ducci, e dispor de espaço público para os trabalhadores. Para pôr fim na corrupção, o PSTU defende que o salário dos políticos seja o mesmo do trabalhador, revogação dos mandatos pelo povo a qualquer momento, devolução do dinheiro dos corruptos para investimentos sociais. Promete a construção de moradias bem como a expropriação das que não estiverem sendo usadas há mais de cinco anos. Propõe-se a redução da tarifa e a ampliação de corredores exclusivos para ônibus. Avanílson garante uma saúde gratuita para todo o povo.

#### Bruno Meirinho
O Partido Socialismo e Liberdade (PSOL) formou uma coligação com Partido Comunista Brasileiro (PCB), a Frente de Esquerda, tendo o candidato Bruno Meirinho. Bruno defende uma luta contra a desigualdade social, e aumentar as moradias populares. A Frente de Esquerda propõe a "socialização das riquezas". A plataforma psolista critica a administração por investir pouco para o povo. Define a criação de conselhos populares para a discussão das políticas públicas.
Em 16 de outubro, o PSOL anunciou neutralidade enfatizando ser o único partido a fazer oposição; na mesma ocasião o partido também comemorou o fato de o prefeito Ducci não ter ido para o segundo turno.

#### Carlos Massa Junior
A convenção que oficializou a candidatura de Ratinho Junior apresentou-o como independente e de terceira via. O candidato havia oferecido ao deputado estadual Ney Leprevost que se tornasse vice, mas não obteve resposta do partido deste (PSD), o que levou a oficialização do arquiteto Ricardo Mesquita. Em sua campanha, Carlos Roberto Massa Junior criou um boneco inspirado no mascote do programa (o Xaropinho); esse boneco do candidato é o Ratão, uma versão adulta do Xaropinho.
O ex-governador do Paraná Orlando Pessuti declarou apoio a Ratinho Junior. O ex-governador que faz parte do PMDB recusou-se a apoiar a candidatura do candidato de seu partido (Greca) devido ao rompimento com Roberto Requião (PMDB) em 2010 que não quis apoiar a reeleição de Orlando para governador, e, com tal fato, Orlando não quer estar junto de Requião nesta eleição. Orlando disse não ser contra Rafael Greca, e pretende fazer com que o seu partido se alie com Ratinho caso este for para o segundo turno.
Carlos Roberto Massa Júnior apresentou para a educação a distribuição de uniformes escolares para os alunos da rede municipal e a ampliação do horário de atendimento nas creches. Para o candidato, é necessário que seja zerado a quantidade de crianças esperando para ingressar nas creches. Ratinho também salientou o aumento em 50% de vagas para o período integral, chegando até aproximadamente 28 mil vagas, com recursos de um programa federal ("Mais Educação"). No âmbito de treinar periodicamente os guardas municipais para combater a violência, Carlos afirma a necessidade de se criar uma Academia Superior da Guarda Municipal. Para remunerar os médicos, Ratinho destaca a ideia de se utilizar como base a qualidade e quantidade de atendimentos realizados através de pesquisas junto da população.

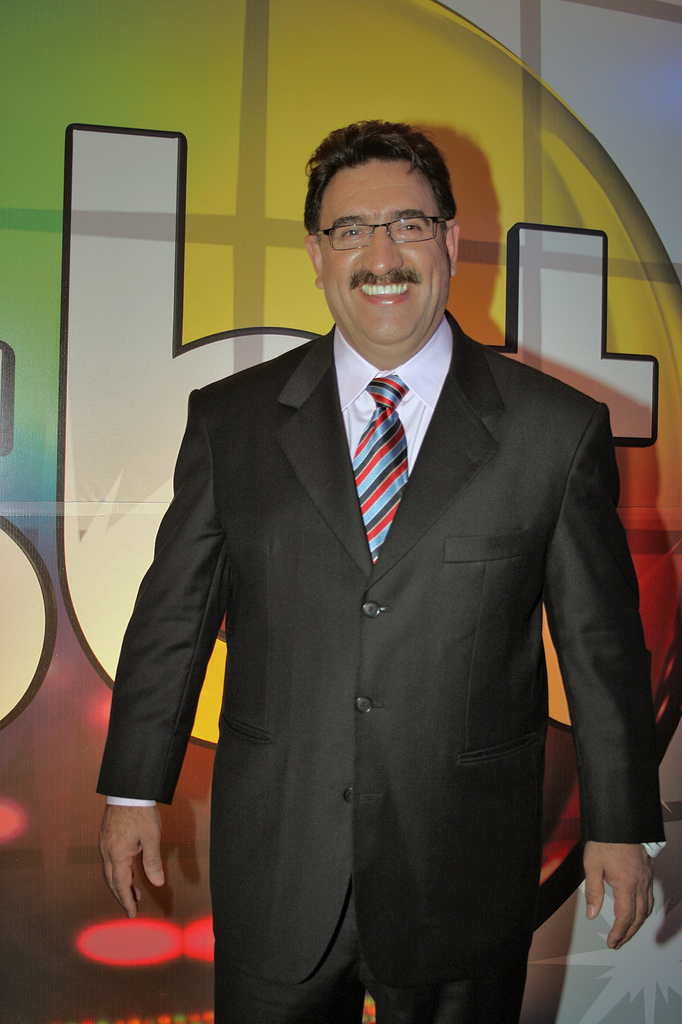
O apresentador Ratinho, pai do candidato do PSC, foi proibido de fazer campanha para o filho, apesar de poder participar da campanha desde que sem ligações com a personalidade artística.

Em 3 de agosto, o pai do candidato e apresentador Ratinho foi multado em vinte mil reais por dizer em programa televisivo que o seu candidato para Curitiba é Ratinho Junior, e ainda previu a vitória do filho. O apresentador disse em defesa que estava se posicionando como pai, o que não convenceu a juíza eleitoral Renata Estorilho Baganha (TRE-PR). Todavia, no dia 14 de agosto, vários juízes reformaram a sentença por considerar que ele apenas havia manifestado a opinião sobre o filho que ainda era pré-candidato, sem fazer propaganda. A 7 de setembro, em ação feita por Ducci, o pai do candidato foi proibido de fazer campanha pois a juíza Adriana Ayres Ferreira considerou que ele estaria caracterizado como artista da televisão, contrariando a lei, e estando sujeito a multa de 50 mil reais. No dia 18 do mesmo mês, o TRE permitiu que Ratinho participasse da campanha, mas apenas como pai do candidato, sem o uso de bordões ou qualquer relação com o programa do apresentador.
Em 18 de setembro, um material de campanha de suposta autoria do candidato Luciano Ducci atacando Carlos Massa com denúncias começou a circular em alguns bairros da cidade. O panfleto, em sua capa, trazia as frases "Chega de mentiras/o povo quer a verdade" e "Contra fatos/não há argumentos", atribuído a Ducci por meio da frase "Luciano Ducci trás (sic) a tona o que/eles não querem mostrar". Apresentando acusações contra o candidato Ratinho Junior e seu pai, o material, considerado apócrifo, foi alvo de críticas por parte de vários candidatos. Ratinho Junior respondeu durante coletiva de imprensa que "a calúnia é a arma do covarde". A autoria dos panfletos, porém, não foi confirmada e Ducci nega ser o responsável pelo material.
No dia 8 de outubro, o Partido do Movimento Democrático Brasileiro (PMDB) declarou apoio à Ratinho Junior no segundo turno; tendo o apoio do senador Requião, o resultado da reunião foi de 27 votos a favor, 4 abstenções e nenhum contra. Uma semana após, o ex-candidato do PMDB, Rafael Greca, anunciou numa coletiva de imprensa o seu apoio à Ratinho Junior. Greca teria conversado com os dois candidatos que foram para o segundo turno, e escolhido Carlos Massa por estar mais disposto a implementar as propostas de Greca: defesa de ônibus na Linha Sopão (ônibus que nas madrugadas frias distribuí sopa e pão aos excluídos); a reabertura da Fazenda Solidariedade (fazenda fechada em agosto de 2009 que tratava de dependentes químicos) a ampliação dos Restaurantes Populares (restaurantes que oferecem refeições ao preço de 1 real para pessoas com insegurança alimentar); e o desativamento dos radares.

#### Gustavo Fruet
Em setembro de 2011, Gustavo Fruet saiu do Partido da Social Democracia Brasileira (PSDB) para ingressar no Partido Democrático Trabalhista. O PSDB tinha como objetivo o apoio à Luciano Ducci. Gustavo percebeu que através do PDT, teria condições de ser candidato para prefeito. Quando era deputado estadual pelo PSDB, foi um dos principais críticos contra o governo de Lula. O Partido dos Trabalhadores apoiou Gustavo na eleição, mas Lula (PT) se recusou a apoiar a candidatura de Fruet no primeiro turno. Além do fato de Fruet ter criticado o governo petista, outro motivo pelo qual Lula não o apoiou foi a amizade do ex-presidente como o pai do candidato Ratinho Junior. Além do ex-presidente, uma ala do PT liderados pelo deputado federal Dr. Rosinha e o deputado estadual Tadeu Veneri manifestou-se contrário à aliança. No dia 28 de abril de 2012, o Partido dos Trabalhadores oficializou a aliança, numa votação de 167 votos contra 128 que queriam uma candidatura própria. Foi a primeira vez em que o PT abriu mão da cabeça de chapa numa eleição em Curitiba, apesar de o partido nunca ter conseguido se eleger.
O aumento de investimentos na educação de 26% para 30% foi a principal proposta defendida por Fruet, assim, tendo 100 milhões de reais a mais por ano, quer criar 15 mil novas vagas nas creches, zerando a fila de espera das crianças com 4 a 5 anos de idade e pondo fim no déficit de vagas. Na saúde quer ampliar o atendimento nas unidades para o terceiro turno e construir cinco unidades de 24 horas nos bairros de Santa Felicidade, Pilarzinho, Uberaba, Tatuquara e Matriz. Fruet comprometeu a construção de quinze mil residências para as pessoas de baixa renda e regularizar dez mil lotes a fim de remover os habitantes da áreas de risco. Comprometeu-se a contratar no mínimo mil e quinhentos novos guardas, melhorar a iluminação, instalar no mínimo mil câmeras, e criar a academia da Guarda Municipal e o Conselho Municipal de Segurança Pública. O combate às drogas terá, através de parcerias, no mínimo quinhentas vagas para internar dependentes químicos.
Em 6 de agosto a página do candidato no Facebook foi fechada pela juíza Renata Baganha durante um período de 24 horas por considerar a propaganda eleitoral como irregular porque não possuía informações básicas como a coligação e a composição partidária e o candidato a vice. Essa ação foi movida pela coligação rival de Luciano Ducci.
A ministra da Casa-Civil Gleisi Hoffman declarou apoio ao candidato reforçando a campanha. Ela e o marido Paulo Bernardo (ministro das Comunicações) foram os principais articuladores da coligação entre o PDT e o PT.
Em agosto, a coligação "Curitba Quer Mais" entrou com um pedido de investigação na justiça com relação a panfletos distribuídos na avenida Batel com o objetivo de prejudicar a imagem de Fruet em relação às pessoas de maior poder aquisitivo. Os panfletos eram falsos, e mostravam como suposta proposta de campanha de Fruet que os imóveis ociosos deveriam ser ocupados. O departamento jurídico da campanha de Fruet repudiou a ação e disse estar tomando as medidas judiciais.
A partir de setembro, o candidato mudou seu método na propaganda eleitoral, exibindo claramente a aliança com o Partido dos Trabalhadores, e declarando que "a Dilma é nossa". Caindo nas pesquisas, o candidato a 14 de setembro fez desabafos no seu programa eleitoral televisivo. Afirmou que não mudou de lado, e que a sua saída do PSDB se deveu a uma divergência política pois este preferia apoiar o candidato a reeleição em vez de uma candidatura própria. Fruet também disse que sempre combateu a corrupção, inclusive dentro de seu próprio partido.
No dia 15 de outubro, o Partido Popular Socialista (PPS) decidiu dar apoio à Gustavo Fruet numa reunião com lideranças e militantes. O PPS havia disputado o cargo de vice-prefeito com Rubens Bueno na chapa de Ducci, ficando na terceira colocação. De acordo com Bueno, Fruet teria procurado o PPS para pedir apoio.

#### Luciano Ducci
No dia 1 de agosto, vereadores da oposição (PT, PMDB e PV) protocolaram uma notícia-crime sobre Luciano, alegando com base na divulgação das contas que o candidato omitiu alguns bens e apresentou documentos "ideologicamente falsos" nas eleições de 2008 e 2012. Os vereadores se basearam numa reportagem da revista Veja de 20 de junho de 2012, que levantou suspeitas sobre o verdadeiro patrimônio de Luciano Ducci. O prefeito respondeu que repassou para o Ministério Público todo o seu patrimônio e solicitou que fosse feita uma investigação. Alguns dias depois, o candidato foi proibido de distribuir panfletos nos quais relacionava Gustavo Fruet e sua vice com o escândalo do Mensalão, pois o leitor poderia fazer uma ligação de forma errônea do candidato com o escândalo. Em setembro, o Procurador Regional da República no Paraná, Angelo Ilha da Silva, pediu que a Receita Federal fizesse uma investigação especial com relação ao patrimônio de Ducci.
Os objetivos principais traçados por Luciano para atenderem a todas as áreas são a tecnologia como aliado da informação, aumentando a qualidade dos serviços; responsabilidade e transparência com os recursos; melhorar a gestão, com mais qualidade, produtividade e inovação; desenvolvimento dos gestores e servidores públicos; descentralizar os serviços públicos; e valorizar a função da sociedade.
A primeira-dama do Paraná Fernanda Richa, declarou o seu apoio à Luciano ajudando-o a conseguir votos principalmente nas camadas sociais mais baixas, onde Ducci tem dificuldades. O governador de Minas Gerais Aécio Neves e o deputado federal por São Paulo Roberto Freire também declararam apoio ao atual prefeito. Na campanha, Ducci utilizou as cores do PSDB (partido do seu principal padrinho político, Beto Richa); a assessoria do candidato afirmou que a cor amarela também pertence ao Partido Socialista Brasileiro e que o azul é utilizado por Ducci "há algum tempo".
O prefeito inseriu adesivos com propaganda institucional que exalta "557 novos ônibus" na frota. O PDT entrou com ação acusando o atual prefeito de propaganda irregular, já que propagandas institucionais são proibidas nos três meses antes da eleição. Como resultado, as empresas de transporte foram notificadas a removê-los; contudo o candidato ainda foi multado em 5 320 reais.
Em setembro, o candidato a reeleição foi proibido de exibir uma alusão de Ratinho Junior, na qual ele é comparado com um piloto inexperiente e que por isso a tripulação do avião corre riscos. Porém, o vídeo do "Comandante Júnior" voltou a ser utilizado no dia 24 de setembro, no qual a justiça aceitou o recurso de que não poderia ser considerada como menção ao candidato da oposição por não citar o nome diretamente, e que a mídia representava apenas uma crítica e não uma ofensa. Ducci também foi proibido de mostrar imagens da presidente Dilma Rousseff, pois dava a entender que tinha o apoio dela — o que não acontece. Novamente, em votação da corte do Paraná por quatro votos a três, o candidato pode utilizar a imagem da presidente pois ela apenas elogiava um projeto de metrô da cidade, mas não dava qualquer declaração de apoio.
Em 18 de setembro, panfletos de suposta autoria de Luciano Ducci começaram a circular em alguns bairros da cidade. Eles traziam denúncias ao candidato Ratinho Junior e foram considerados apócrifos. Ducci negou a autoria dos panfletos e levou o caso à Polícia Federal.
Após perder no primeiro turno, Ducci declarou neutralidade no segundo turno, declarando em uma entrevista coletiva "que o mais correto de tudo é manter-se neutro, defender os interesses da cidade, e preparar para que o próximo prefeito possa dar continuidade a tudo aquilo de bom que vem acontecendo na nossa cidade". Beto Richa também declarou neutralidade.

#### Rafael Greca
A candidatura de Greca foi conturbada por dissidências no PMDB. Um grupo liderado pelo secretário-geral do PMDB em Curitiba Doático Santos, pelos deputados estaduais Alexandre Curi e Reinhold Stephanes Junior e pelo secretário estadual do Trabalho Luiz Cláudio Romanelli um comitê suprapartidário de apoio ao candidato Luciano. Esse grupo argumentou que a prévia que elegeu Greca foi injusta, pois havia membros com direito a dar quatro votos, e que "só a família Requião tinha 22 votos." O resultado foi de 69 votos contra 38 de Reinhold Stephanes. Também foi argumentado que o ex-governador Orlando Pessuti apoia Ratinho Junior e outros peemedebistas apoiam Fruet.
Greca destaca nos transportes uma nova revisão, estabelecendo mudanças como a construção de um monotrilho e a construção de várias estações rodoviárias. Promete atender toda a demanda por espaços em creches e o aperfeiçoamento do ensino. Greca quer estimular a habitação e empregos reduzindo impostos. Pretende estimular programas de saúde. Irá criar mais de cinquenta parques com área de lazer e utilização da internet para o povo.
No dia 27 de agosto de 2012, o candidato divulgou um vídeo que se tornou polêmico. Para criticar o prefeito Ducci, Greca arranca literalmente um pedaço de asfalto da avenida Vicente Machado, dizendo que este foi feito de má qualidade. Ele mostra embaixo do asfalto um calçamento feito por seu avô em 1954, e diz: "o que é bem feito permanece", e "o que é feito em véspera de eleição, vira pó".

### Gastos
Cada candidato apresentou na Justiça Eleitoral a sua estimativa de gastos com campanha, valores que não podem ser ultrapassados. Luciano Ducci é o que tem a campanha mais cara da cidade com limite de 23,4 milhões de reais; Ratinho Junior estima gastos de no máximo 18 milhões; Fruet tem custo estimado a 16 milhões, e Rafael Greca com 10 milhões. Os candidatos com menor estimativa são Alzimara Bacellar com 500 mil; Bruno Meirinho com 250 mil; e Avanilso Araújo (PSTU) com R$ 100 mil.

### Horário eleitoral
Cada candidato possui o seu tempo de propaganda gratuita no rádio e na televisão definidas pelo TRE. As propagandas são de segunda à sexta; iniciaram em 21 de agosto e possuem duração até 4 de outubro, sendo transmitido nas rádios das 7h às 7h30min e das 12h às 12h30min, e na TV aberta das 13h às 13h30min e das 20h30min às 21h. Nas segundas, quartas e sextas são apresentados os programas dos candidatos à prefeito, e nas terças, quintas e sábados os programas dos candidatos a vereador. A maior coligação, do prefeito Luciano, Curitiba Sempre na Frente tem dez minutos e 45 segundos. A coligação Curitiba Quer Mais, de Fruet, possui cinco minutos e 58 segundos. Rafael Greca recebe quatro minutos e dez segundos. A coligação Curitiba Criativa de Ratinho Junior ficou com três minutos e 54 segundos. A Frente de Esquerda de Bruno Meirinho tem um minuto e 24 segundos. Carlos Moraes do PRTB teve direito a um minuto e 19 segundos. Avanilson do PSTU e Alzimara do PPL ganharam cada, um minuto e cinco segundos.
No primeiro programa eleitoral, Fruet e Greca utilizaram maior do tempo falando sobre sua história de vida, desde a infância até a carreira pública, e também destacaram os feitos já realizados nos cargos que ocuparam. Gustavo Fruet foi o primeiro a se apresentar, e falou da influência de seu pai, o ex-prefeito Maurício Fruet. Greca dedicou parte do programa a seu padrinho político, o senador Roberto Requião, e também criticou o prefeito e o governador Beto pelos investimentos na Copa do Mundo e pela utilização da prefeitura por Beto como "trampolim" para o Governo de Estado, numa menção à renúncia do então prefeito para a candidatura a governador. Ratinho Junior também falou de sua história de vida e de sua atuação como deputado. Ducci usou demasiadamente a imagem de Beto Richa, mostrou sua participação no debate da Bandeirantes, falou das parcerias com o governo federal e de um aumento delas caso seja reeleito, além de uma amostra dos resultados das pesquisas. Os demais candidatos, com pouquíssimo tempo apresentaram-se.
A um mês antes das eleições, o candidato Fruet que registrou baixa nas pesquisas atacou intensivamente o atual prefeito, dizendo que ele "deixou de cumprir integramente mais de 80% de suas promessas". Ducci, atacou Fruet, condenando a aliança do candidato com o PT. Ratinho Junior, por sua vez, falou do trânsito e em cuidar dos animais.
O horário eleitoral do segundo turno estava previsto para começar no dia 11 de outubro, mas foi adiado para o sábado 13 a pedido das coordenações das campanhas dos dois candidatos. A duração é até o dia 26. Ratinho e Fruet utilizarão a mesma quantia de tempo cada, 10 minutos, tendo também direito à 15 minutos diários de inserções ao longo da programação. A propaganda passará todos os dias (inclusive domingo); no rádio das 7h às 7h20min e das 12h às 12h20min, enquanto na TV aparece das 13h às 13h20min e das 20h30min às 20h50min. O primeiro programa foi aberto pelo candidato que obteve mais votos no primeiro turno.

### Debates

#### Primeiro turno
O primeiro debate entre os candidatos ocorreu na noite do dia 2 de agosto através da TV Bandeirantes na própria capital. Participaram deste debate todos os candidatos, com exceção de Avanilson Araújo (PSTU) e Alzimara Bacellar (PPL), pois de acordo com as regras, para que o candidato tenha direito a participar, o seu partido precisa ter representação política no Congresso. Carlos Moraes não foi convidado pelo canal televisivo, mas conseguiu uma liminar da juíza Renata Baganha sob a argumentação de que o pedido de recurso em relação a candidatura indeferida ainda não havia sido julgado, e, por tanto, ainda seria candidato. O debate caracterizou-se com um clima morno, pois o formato não permitia o direcionamento das perguntas a candidatos específicos e limitando as estratégias. Fruet e Ratinho destacaram propostas na área de segurança, enquanto Luciano e Greca priorizaram a saúde. A gestão do candidato à reeleição foi criticado em várias ocasiões. Entre os três principais candidatos, Ratinho Júnior e Gustavo Fruet foram os que tiveram maior dureza nas declarações. Ao ser perguntado por Ratinho, o que Ducci (que é médico) sentia ao ver o sistema de saúde doente, o prefeito tentou listar obras executadas e parcerias com Beto Richa, fazendo da mesma forma na maioria das questões. Ducci também considerou que o transporte público na cidade diminuiu porque o povo está empregado e tem conquistado seu veículo próprio. Com relação à habitação, Fruet criticou a Companhia de Habitação de Curitiba (Cohab) e a suposta criação da Secretaria de Habitação com objetivos eleitorais — o primeiro a assumir a pasta foi o deputado estadual Osmar Bertoldi (DEM), considerado como possível candidato a vice de Luciano. Não houve um esperado confronto entre Ducci e Fruet. Fruet falou pouco sobre a aliança com o PT e citou o governo federal apenas duas vezes, diferentemente de Ratinho Junior que elogiou e propôs mais parcerias com a presidente Dilma. Rafael Greca tornou-se polêmico pois excedeu o uso de citações bíblicas e poéticas, também relacionou algumas de suas realizações quando prefeito. Carlos Moraes disse ser o único candidato que representa o novo e considerou ser uma vítima em relação a impugnação de sua candidatura. Bruno Meirinho comprometeu-se a combater as privatizações e terceirizações, e prometeu realizar um plebiscito perguntando se os curitibanos desejam que a cidade seja sede da Copa de 2014, por considerar que não se deve fazer investimentos numa "obra particular" e condenar o "despejo com as desapropriações".
O segundo debate na televisão foi realizado em 13 de setembro pela Central Nacional de Televisão. Fruet respondeu às menções de sua aliança com o PT — Luciano, no horário eleitoral, atacou o pedetista, vinculando-o ao PT, um partido que historicamente é rejeitado na cidade —, dizendo que é uma "vítima de campanha covarde", e que sempre lutou contra a corrupção, tanto em Brasília na CPI do mensalão quanto ao pedir o afastamento de Derosso. Ratinho Junior evitou confrontos diretos com os demais candidatos; e se preocupou com seu principal ponto fraco, a inexperiência, citando ex-prefeitos notórios: "Ney Braga, com 34 anos, iniciou o planejamento de cidade. Depois veio Jaime Lerner, em 1971, com apenas 34 anos." Ratinho também citou sua formação e afirmou que o prefeito "não tem que ser um tecnocrata, mas um gestor". O atual prefeito destacou Beto Richa e rebateu críticas sobre o financiamento de obras da Arena da Baixada (estádio privado pertencente ao Atlético Paranaense). Ducci aproveitou as considerações finais e foi genérico afirmando que a saúde será melhorada, uma das áreas em que tem maior fragilidade na campanha. Greca abusou de citações desde referências ao poeta Emílio de Menezes até o ex-primeiro ministro britânico Winston Churchill; o radialista Carlos Moraes mostrou não conhecer das regras do debate; e Bruno Meirinho utilizou de frases longas.
O último debate antes do primeiro turno aconteceu no dia 4 de outubro na sede da RPC TV e teve duração de uma hora e cinquenta minutos. Os candidatos Rafael Greca, Luciano Ducci, Gustavo Fruet, Ratinho Junior e Bruno Meirinho participaram. Ducci foi atacado intensivamente, e questionado por não ter cumprido promessas de campanhas anteriores. Ducci acusou Fruet de copiar as propostas, e mencionou que Ratinho Junior não tem experiência e se esquiva dos assuntos orçamentários. Ratinho Junior lamentou as "brigas" dos seus concorrentes e disse que sua intenção é "discutir propostas". Greca criticou o sistema de radares que são uma "armadilha caça-níquel", propondo lombadas eletrônicas. O peemedebista também criticou os outros candidatos: Ratinho por defender "gastos escandalosos com lâmpadas de LED"; Fruet por só afirmar que o atual prefeito não cumpriu as promessas; e por viverem na "Duccilândia, criada por publicitários".

#### Segundo turno
O primeiro debate do segundo turno foi feito no dia 10 de outubro através da Gazeta do Povo. Ratinho Junior explicou seu projeto de veículo leve sobre pneus (que circula atualmente nas vias para ônibus), defendendo que o sistema é barato e pode carregar uma quantidade maior de pessoas do que outros sistemas. Para Fruet, não se deve fazer restrições ao uso do carro com pedágios ou rodízio, "mas com incentivo a transportes alternativos"; assim pretende construir 300 quilômetros de ciclofaixas. No primeiro turno, Ratinho Junior foi criticado por propostas que na visão dos opositores são "impossíveis", e numa delas, ele foi novamente questionado, no que diz respeito a dar uniforme escolar para todas as crianças do ensino público municipal. Em sua defesa, afirmou que há orçamento suficiente, e caso não haja, pode-se recorrer ao Fundo Nacional de Desenvolvimento da Educação. Para Fruet, a educação é prioridade, com investimento de 30% do orçamento.
Em 22 de outubro num debate da RIC TV, os dois candidatos fizeram várias acusações entre si, não dando tanta importância para as propostas. Ratinho criticou Fruet que defende o atual sistema de transporte público ligado à URBS. Fruet tem o apoio do dono da empresa Osmar Bertoldi (DEM) e do secretário Marcos Isfer (PPS). Ratinho Junior declarou que "não tenho compromisso com essa gente, tenho compromisso com a população". Fruet por sua vez criticou Ratinho Junior pelo apoio que recebe do deputado federal Fernando Francischini (PEN), "nomeado" supersecretário de segurança, uma pasta nova que o candidato do PSC pretende criar na prefeitura. Ratinho afirmou que Fruet "manchou sua biografia" ao chamar o governo federal e a presidente Dilma Rousseff de incompetentes, estando agora aliados. O pedetista reafirmou seu combate à corrupção em todos os lugares inclusive dentro de seu ex-partido (PSDB). Fruet e o governador Beto Richa romperam por divergências políticas, caso eleito, ele disse que iria superar as desavenças políticas pelo bem da cidade.
No dia 26 de outubro aconteceu na RPC TV o último debate antes do segundo turno. Ambos os candidatos não deferiram ataques, utilizando o debate para reafirmar as propostas. Com relação aos transportes públicos, Ratinho falou em fazer uma auditoria na URBS (empresa de transporte público da cidade) e em implementar o sistema de veículo leve sobre pneus, enquanto Fruet prometeu cobrar do governo estadual que se mantenha o subsídio anual de 60 milhões de reais, cujo permite tarifa integrada com a Região Metropolitana de Curitiba. Sobre as calçadas, ambos prometeram reformas, Fruet falou em 1 500 quilômetros e Ratinho em 3 600 quilômetros. O pedetista também considerou que a prefeitura deve ajudar na construção de calçadas para aqueles que não tem condição de fazê-la, sendo que Ratinho acredita que isto é uma responsabilidade da prefeitura. Sobre a destinação do lixo, Fruet defendeu o rompimento do contrato de emergência assinado pelo consórcio metropolitano que instala aterro provisório no município de Fazenda Rio Grande; Ratinho prefere discutir o assunto para a criação de um novo modelo, pois apenas "cancelar o contrato não resolve". Ratinho reafirmou na manutenção da atual tarifa de 2,60 reais e um novo modal para melhorar a situação, já Fruet defendeu a melhoria do atual sistema com mais ônibus e aumento da velocidade média. Para aumentar os empregos, o candidato do PDT falou sobre compromisso com a Associação Comercial do Paraná de destinar 25% das compras da prefeitura para empresas locais. O candidato do PSC quer isenção para microempresas no primeiro ano de funcionamento. No tema Cultura, Ratinho falou construção de uma arena multiuso, e Fruet em dar 1% do orçamento para a área.

## Pesquisas de opinião
Abaixo, uma série de pesquisas de opinião feitas com relação à esta eleição são mostradas, bem como a sua metodologia nas notas, além de outras informações. Foram feitas pesquisas estimuladas, ocasião em que o entrevistado recebe uma lista de nomes com os candidatos ou os principais e escolhe um; e pesquisas espontâneas, onde o indivíduo cita o nome do político, sendo que este pode ou não estar concorrendo ao pleito. Na maioria delas, usou-se o modelo estimulado. Os resultados mostram grande indecisão entre o ex-deputado federal Fruet, o atual prefeito Luciano, e o deputado federal Ratinho Junior.

### Antes das prévias
As pesquisas antes das prévias, isto é, antes do lançamento oficial dos candidatos pelos seus respectivos partidos com o registro no Tribunal Supeior Eleitoral, mostram os candidatos que tentam a nomeação pelo seu partido. Por isto, há candidatos do mesmo partido.
| Data              | Notas Referências | Candidatos           | Candidatos          | Candidatos          | Candidatos          | Candidatos          | Candidatos         | Candidatos         | Candidatos         | Candidatos           | Candidatos          | Candidatos         | Candidatos        | Indecisos Não sabem Não responderam | Nenhum Branco Nulo | Margem de erro |
| Data              | Notas Referências | Ratinho Junior (PSC) | Gustavo Fruet (PDT) | Luciano Ducci (PSB) | Rafael Greca (PMDB) | Doutor Rosinha (PT) | Renata Bueno (PPS) | Angelo Vahoni (PT) | Rubens Bueno (PPS) | Roberto Aciolli (PV) | Fábio Camargo (PTB) | Ney Leprevost (PP) | Tadeu Veneri (PT) | Indecisos Não sabem Não responderam | Nenhum Branco Nulo | Margem de erro |
| ----------------- | ----------------- | -------------------- | ------------------- | ------------------- | ------------------- | ------------------- | ------------------ | ------------------ | ------------------ | -------------------- | ------------------- | ------------------ | ----------------- | ----------------------------------- | ------------------ | -------------- |
| 16-19/abril/2011  | [a]               | —                    | 34%                 | 23%                 | 7%                  | 6%                  | —                  | —                  | —                  | —                    | —                   | —                  | —                 | 17%                                 | 13%                | ± 3%           |
| 4-8/dezembro/2011 | [b]               | 27,7%                | 28,5%               | 22,7                | 8                   | —                   | —                  | —                  | —                  | —                    | —                   | —                  | —                 | 6,8%                                | 6,3%               | ± 3,5%         |
| 4-8/dezembro/2011 | [b]               | 26%                  | 26,2%               | 21,3%               | 7,4%                | 4%                  | 2,4%               | —                  | —                  | —                    | —                   | —                  | —                 | 6,8%                                | 5,9%               | ± 3,5%         |
| 4-8/dezembro/2011 | [b]               | 18,9%                | 20,3%               | 16,3%               | 6,2%                | —                   | —                  | 7,3%               | 7,1%               | 6,3%                 | 3,3%                | 2,8%               | —                 | 6,5%                                | 4,8%               | ± 3,5%         |
| 4-8/dezembro/2011 | [b]               | 26,3%                | 26,7%               | 21,5%               | 7,3%                | —                   | 2,5%               | —                  | —                  | —                    | —                   | —                  | 2,8%              | 6,6%                                | 6,3%               | ± 3,5%         |
| 27-29/março/2012  | [c]               | 27%                  | 32%                 | 18%                 | —                   | —                   | —                  | —                  | —                  | —                    | —                   | —                  | —                 | 11%                                 | 12%                | ± 3%           |
| 27-29/março/2012  | [c]               | —                    | 37%                 | 22%                 | 11%                 | —                   | 4                  | —                  | —                  | —                    | —                   | —                  | —                 | 14%                                 | 13%                | ± 3%           |
| 27-29/março/2012  | [c]               | 24%                  | 26%                 | 16%                 | 7%                  | 4%                  | 2%                 | —                  | —                  | —                    | —                   | —                  | —                 | 11%                                 | 9%                 | ± 3%           |
| 27-29/março/2012  | [d]               | 2%                   | 7%                  | 4%                  | 1%                  | —                   | —                  | —                  | —                  | —                    | —                   | —                  | —                 | 75%                                 | 7%                 | ± 3%           |

Notas
a  Realizado pelo Instituto Ibope contratado pela Rádio CBN. 812 entrevistas. Pesquisa estimulada.

b  Realizado pelo Instituto Paraná contratado pela Gazeta do Povo. 930 entrevistas. Pesquisa estimulada.

c  Realizado pelo Instituto Ibope contratado pela Rádio CBN. 812 entrevistas. Pesquisa estimulada. Registrado no Tribunal Regional Eleitoral do Paraná com o número de protocolo 00001/2012.

d  Realizado pelo Instituto Ibope contratado pela Rádio CBN. 812 entrevistas. Pesquisa espontânea. Registrado no Tribunal Regional Eleitoral do Paraná com o número de protocolo 00001/2012. Beto Richa (PSDB), apesar de não constar na tabela acima, recebeu 1% de intenção de voto. Outros candidatos que receberam menos de 1% representam 3% dos eleitores.

### Após as prévias
Após as prévias, já se tem todos os candidatos definidos e registrados oficialmente.
| Data                | Notas Referências | Candidatos           | Candidatos          | Candidatos          | Candidatos          | Candidatos           | Candidatos     | Candidatos       | Candidatos            | Indecisos Não sabem Não responderam | Nenhum Branco Nulo              | Margem de erro |
| Data                | Notas Referências | Ratinho Junior (PSC) | Gustavo Fruet (PDT) | Luciano Ducci (PSB) | Rafael Greca (PMDB) | Carlos Moraes (PRTB) | Alzimara (PPL) | Avanilson (PSTU) | Bruno Meirinho (PSOL) | Indecisos Não sabem Não responderam | Nenhum Branco Nulo              | Margem de erro |
| ------------------- | ----------------- | -------------------- | ------------------- | ------------------- | ------------------- | -------------------- | -------------- | ---------------- | --------------------- | ----------------------------------- | ------------------------------- | -------------- |
| 19-20/julho/2012    | [e]               | 27%                  | 23%                 | 23%                 | 10%                 | 0%                   | 0%             | 0%               | —                     | 7%                                  | 9%                              | ± 3%           |
| 19-20/julho/2012    | [f]               | 6%                   | 7%                  | 9%                  | 2%                  | —                    | —              | —                | —                     | 63%                                 | 9%                              | ± 3%           |
| 7-9/agosto/2012     | [g]               | 23%                  | 24%                 | 25%                 | 6%                  | 1%                   | 0%             | 0%               | 0%                    | 11%                                 | 10%                             | ± 3%           |
| 7-9/agosto/2012     | [h]               | 11%                  | 14%                 | 14%                 | 3%                  | —                    | —              | —                | 0%                    | 35%                                 | 8%                              | ± 3%           |
| 21-23/agosto/2012   | [i]               | 27%                  | 21%                 | 23%                 | 6%                  | 0%                   | 0%             | 0%               | 1%                    | 12%                                 | 10%                             | ± 4%           |
| 25-27/agosto/2012   | [j]               | 28%                  | 15%                 | 27%                 | 9%                  | 0%                   | 0%             | 0%               | 1%                    | 11%                                 | 9%                              | ± 3,5%         |
| 25-27/agosto/2012   | [k]               | 18%                  | 10%                 | 20%                 | 6%                  | —                    | —              | —                | —                     | 35%                                 | 10%                             | ± 3,5%         |
| 28-29/agosto/2012   | [l]               | 27%                  | 20%                 | 27%                 | 8%                  | 1%                   | 0%             | 0%               | 1%                    | 8%                                  | 8%                              | ± 3%           |
| 28-29/agosto/2012   | [m]               | 18%                  | 13%                 | 19%                 | 5%                  | —                    | —              | —                | —                     | 35%                                 | 8%                              | ± 3%           |
| 10-11/setembro/2012 | [n]               | 32%                  | 16%                 | 26%                 | 7%                  | 1%                   | 1%             | 0%               | 1%                    | 8%                                  | 7%                              | ± 3%           |
| 10-11/setembro/2012 | [o]               | 23%                  | 12%                 | 17%                 | 5%                  | —                    | —              | —                | —                     | 35%                                 | 6%                              | ± 3%           |
| 11-13/setembro/2012 | [p]               | 30%                  | 16%                 | 31%                 | 8%                  | 0%                   | 1%             | 0%               | 1%                    | 8%                                  | 5%                              | ± 3%           |
| 14-17/setembro/2012 | [q]               | 30,75%               | 20,75%              | 27,25%              | 8,25%               | —                    | —              | —                | —                     | 1,25%                               | 8,5                             | ± 3,4%         |
| 15-20/setembro/2012 | [r]               | 36%                  | 14%                 | 25%                 | 6%                  | —                    | —              | —                | —                     | 10%                                 | 6%                              | ± 1,4%         |
| 2-3/outubro/2012    | [s]               | 34%                  | 18%                 | 25%                 | 10%                 | —                    | 1%             | 0%               | 2%                    | 5%                                  | —                               | ± 3%           |
| 4-6/outubro/2012    | [t]               | 35%                  | 19%                 | 26%                 | 9%                  | —                    | 1%             | 0%               | 1%                    | 5%                                  | 4%                              | ± 3%           |
| 5-6/outubro/2012    | [u]               | 34%                  | 21%                 | 24%                 | 10%                 | —                    | 1%             | 0%               | 1%                    | 5%                                  | 5%                              | ± 2%           |
| 4-6/outubro/2012    | [t]               | 39%                  | 21%                 | 28%                 | 10%                 | —                    | 1%             | 0%               | 1%                    | Não inclui nulos e brancos na %     | Não inclui nulos e brancos na % | ± 3%           |
| 5-6/outubro/2012    | [u]               | 37%                  | 23%                 | 27%                 | 11%                 | —                    | 1%             | 0%               | 1%                    | Não inclui nulos e brancos na %     | Não inclui nulos e brancos na % | ± 2%           |

Notas
e  Realizado pelo Instituto Datafolha contratado por Folha de S. Paulo e RPC TV Curitiba. 832 entrevistas. Pesquisa estimulada. Registrado no Tribunal Regional Eleitoral do Paraná com o número de protocolo 00017/2012.

f  Realizado pelo Instituto Datafolha contratado por Folha de S. Paulo e RPC TV Curitiba. 832 entrevistas. Pesquisa espontânea. Registrado no Tribunal Regional Eleitoral do Paraná com o número de protocolo 00017/2012. Beto Richa (PSDB), apesar de não constar na tabela acima, recebeu 1% de intenção de voto. As opções "atual prefeito", candidato do PT" e "candidato do PSDB" receberam 0% de intenção de voto. Outras respostas representam 2% dos eleitores.

g  Realizado pelo Instituto Ibope contratado pela RPC TV Curitiba. 602 entrevistas. Pesquisa estimulada. Registrado no Tribunal Regional Eleitoral do Paraná com o número de protocolo 00040/2012.

h  Realizado pelo Instituto Ibope contratado pela RPC TV Curitiba. 602 entrevistas. Pesquisa espontânea. Outras respostas representam 1% dos eleitores. Registrado no Tribunal Regional Eleitoral do Paraná com o número de protocolo 00040/2012.

i  Realizado pelo Instituto Ibope contratado por RPC TV Curitiba. 602 entrevistas. Pesquisa estimulada. Registrado no Tribunal Regional Eleitoral do Paraná com o número de protocolo 00066/2012.

j  Realizado pelo Instituto Vox Populi contratado por TV Bandeirantes. 800 entrevistas. Pesquisa estimulada. Registrado no Tribunal Regional Eleitoral do Paraná com o número de protocolo 00087/2012. O candidato Rafael Greca afirmou que essa pesquisa foi fraudada e mostrou uma foto em que um pesquisador do instituto aparece entrevistando uma militante de Ducci.

k  Realizado pelo Instituto Vox Populi contratado por TV Bandeirantes. 800 entrevistas. Pesquisa espontânea. Outros nomes somam 1%. Registrado no Tribunal Regional Eleitoral do Paraná com o número de protocolo 00087/2012.

l  Realizado pelo Instituto Datafolha contratado por Folha de S. Paulo e RPC TV Curitiba. 832 entrevistas. Pesquisa estimulada. Registrado no Tribunal Regional Eleitoral do Paraná com o número de protocolo 00085/2012.

m  Realizado pelo Instituto Datafolha contratado por Folha de S. Paulo e RPC TV Curitiba. 832 entrevistas. Pesquisa espontânea. Outras respostas representam 1% dos eleitores. Registrado no Tribunal Regional Eleitoral do Paraná com o número de protocolo 00085/2012.

n  Realizado pelo Instituto Datafolha contratado por Folha de S. Paulo e RPC TV Curitiba. 958 entrevistas. Pesquisa estimulada. Registrado no Tribunal Regional Eleitoral do Paraná com o número de protocolo 00148/2012.

o  Realizado pelo Instituto Datafolha contratado por Folha de S. Paulo e RPC TV Curitiba. 958 entrevistas. Pesquisa espontânea. Outras respostas equivalem à 2%. Registrado no Tribunal Regional Eleitoral do Paraná com o número de protocolo 00148/2012.

p  Realizado pelo Instituto Ibope contratado por RPC TV Curitiba. 805 entrevistas. Pesquisa estimulada. Registrado no Tribunal Regional Eleitoral do Paraná com o número de protocolo 00162/2012.

q  Realizado pelo Instituto IRG com despesas pagas pelo próprio. 800 entrevistas. Pesquisa estimulada. Registrado no Tribunal Regional Eleitoral do Paraná com o número de protocolo 00199/2012.

r  Realizado pelo Instituto Datacenso contratado pelo candidato Ratinho Jr. 5 000 entrevistas. Pesquisa estimulada. Registrado no Tribunal Regional Eleitoral do Paraná com o número de protocolo 00238/2012.

s  Realizado pelo Instituto Datafolha contratado pela Folha de S. Paulo e RPC TV. 1 196 entrevistas. Pesquisa estimulada. Registrado no Tribunal Regional Eleitoral do Paraná com o número de protocolo 00538/2012.

t  Realizado pelo Instituto Ibope contratado por RPC TV. 1 001 entrevistas. Pesquisa estimulada. Registrado no Tribunal Regional Eleitoral do Paraná com o número de protocolo 00654/2012.

u  Realizado pelo Instituto Datafolha contratado por Folha de S. Paulo e RPC TV. 1 650 entrevistas. Pesquisa estimulada. Registrado no Tribunal Regional Eleitoral do Paraná com o número de protocolo 00648/2012.

### Segundo turno
| Data                           | Instituto | Contratante                  | Entrevistas | Margem de erro | Registro                  | Brancos Nulos                   | Não sabe Não respondeu          | Luciano Ducci (PSB) | Gustavo Fruet (PDT) | Ratinho Junior (PSC) |
| ------------------------------ | --------- | ---------------------------- | ----------- | -------------- | ------------------------- | ------------------------------- | ------------------------------- | ------------------- | ------------------- | -------------------- |
| 27-29/março/2012               | Ibope     | CBN Curitiba                 | 812         | ± 3%           | TRE-PR, número 00001/2012 | 15%                             | 11%                             | 27%                 | 46%                 | —                    |
| 27-29/março/2012               | Ibope     | CBN Curitiba                 | 812         | ± 3%           | TRE-PR, número 00001/2012 | 12%                             | 11%                             | —                   | 42%                 | 36%                  |
| 27-29/março/2012               | Ibope     | CBN Curitiba                 | 812         | ± 3%           | TRE-PR, número 00001/2012 | 17%                             | 11%                             | 32%                 | —                   | 41%                  |
| 10-11/setembro/2012            | Datafolha | Folha de S. Paulo e RPC TV   | 958         | ± 3%           | TRE-PR, número 00148/2012 | 9%                              | 5%                              | 39%                 | —                   | 47%                  |
| 10-11/setembro/2012            | Datafolha | Folha de S. Paulo e RPC TV   | 958         | ± 3%           | TRE-PR, número 00148/2012 | 9%                              | 6%                              | —                   | 35%                 | 50%                  |
| 10-11/setembro/2012            | Datafolha | Folha de S. Paulo e RPC TV   | 958         | ± 3%           | TRE-PR, número 00148/2012 | 10%                             | 6%                              | 45%                 | 39%                 | —                    |
| 11-13/setembro/2012            | Ibope     | RPC TV                       | 805         | ± 3%           | TRE-PR, número 00162/2012 | —                               | —                               | 38%                 | —                   | 41%                  |
| 11-13/setembro/2012            | Ibope     | RPC TV                       | 805         | ± 3%           | TRE-PR, número 00162/2012 | —                               | —                               | —                   | 31%                 | 42%                  |
| 11-13/setembro/2012            | Ibope     | RPC TV                       | 805         | ± 3%           | TRE-PR, número 00162/2012 | —                               | —                               | 43%                 | 31%                 | —                    |
| 29-1/outubro/2012              | Ibope     | RPC TV                       | 805         | ± 3%           | TRE-PR, número 00462/2012 | 13%                             | 11%                             | —                   | 30%                 | 45%                  |
| 15-17/outubro/2012             | IRG       | Centro Universitário Uninter | 1 200       | ± 2,8%         | TRE-PR, número 00681/2012 | 4,8%                            | 11,5%                           | —                   | 48%                 | 35,8%                |
| 17-18/outubro/2012             | Datafolha | Folha de S. Paulo e RPC TV   | 1 267       | ± 3%           | TRE-PR, número 00679/2012 | 8%                              | 4%                              | —                   | 52%                 | 36%                  |
| 17-18/outubro/2012             | Datafolha | Folha de S. Paulo e RPC TV   | 1 267       | ± 3%           | TRE-PR, número 00679/2012 | Não inclui nulos e brancos na % | Não inclui nulos e brancos na % | —                   | 60%                 | 40%                  |
| 17-19/outubro/2012             | Ibope     | RPC TV                       | 1 001       | ± 3%           | TRE-PR, número 00687/2012 | 5%                              | 7%                              | —                   | 49%                 | 39%                  |
| 23-24/outubro/2012             | Datafolha | Folha de S. Paulo e RPC TV   | 1 185       | ± 3%           | TRE-PR, número 00704/2012 | 5%                              | 8%                              | —                   | 52%                 | 35%                  |
| 25-27/outubro/2012             | Ibope     | RPC TV                       | 1 204       | ± 3%           | TRE-PR, número 00720/2012 | 7%                              | 4%                              | —                   | 51%                 | 38%                  |
| 26-27/outubro/2012             | Datafolha | Folha de S. Paulo e RPC TV   | 1 573       | ± 3%           | TRE-PR, número 00716/2012 | 5%                              | 5%                              | —                   | 54%                 | 36%                  |
| 28/outubro/2012 (boca de urna) | Ibope     | RPC TV                       | 4 000       | ± 2%           | TRE-PR, número 0722/2012  | —                               | —                               | —                   | 58%                 | 42%                  |

### Rejeição
Foram feitas pesquisas para saber qual candidato tem menor chance de se eleger. Nas pesquisas de rejeição, pergunta-se em qual deles o eleitor não votaria de jeito nenhum.
| Data                | Notas Referências | Candidatos          | Candidatos          | Candidatos           | Candidatos     | Candidatos            | Candidatos       | Candidatos           | Candidatos          | Não rejeita | Não sabem Não responderam | Rejeita todos | Margem de erro |
| Data                | Notas Referências | Rafael Greca (PMDB) | Luciano Ducci (PSB) | Ratinho Junior (PSC) | Alzimara (PPL) | Bruno Meirinho (PSOL) | Avanilson (PSTU) | Carlos Moraes (PRTB) | Gustavo Fruet (PDT) | Não rejeita | Não sabem Não responderam | Rejeita todos | Margem de erro |
| ------------------- | ----------------- | ------------------- | ------------------- | -------------------- | -------------- | --------------------- | ---------------- | -------------------- | ------------------- | ----------- | ------------------------- | ------------- | -------------- |
| 19-20/julho/2012    | [e]               | 32%                 | 19%                 | 17%                  | 10%            | 8%                    | 8%               | 9%                   | 9%                  | 9%          | 11%                       | 6%            | ± 3%           |
| 7-9/agosto/2012     | [g]               | 32%                 | 24%                 | 22%                  | 12%            | 11%                   | 11%              | 13%                  | 12%                 | 16%         | 10%                       | —             | ± 4%           |
| 25-27/agosto/2012   | [k]               | 22%                 | 14%                 | 14%                  | 5%             | 5%                    | 3%               | 3%                   | 4%                  | 14%         | 10%                       | 6%            | ± 3,5%         |
| 28-29/agosto/2012   | [l]               | 28%                 | 21%                 | 18%                  | 15%            | 12%                   | 12%              | 11%                  | 10%                 | 12%         | 10%                       | 5%            | ± 3%           |
| 10-11/setembro/2012 | [n]               | 28%                 | 23%                 | 21%                  | 15%            | 13%                   | 12%              | 12%                  | 11%                 | 11%         | 6%                        | 4%            | ± 3%           |
| 11-13/setembro/2012 | [p]               | 23%                 | 20%                 | 17%                  | 18%            | 16%                   | 14%              | 14%                  | 9%                  | —           | —                         | —             | ± 3%           |
| 5-6/outubro/2012    | [u]               | 27%                 | 29%                 | 22%                  | 17%            | 15%                   | 12%              | —                    | 11%                 | 10%         | 4%                        | 3%            | ± 2%           |

## Análises

### Corrupção
Em julho de 2011, o Tribunal de Contas do Estado do Paraná pediu esclarecimentos ao presidente da Câmara Municipal de Curitiba João Cláudio Derosso (PSDB) com relação à contratos com duas agências de publicidade - "Oficina da Notícia" de propriedade da esposa de Derosso e "Visão Publicidade". Para o tribunal, houve irregularidades no contrato de licitação, além de contestar o fato de que uma das empresas vencedoras ser pertencente à esposa. No mês seguinte, 36 dos 38 vereadores assinaram um requerimento para a instalação de uma Comissão Parlamentar de Inquérito (CPI) para investigar Derosso. Em novembro, após o Ministério Público pedir temporariamente o afastamento de Derosso, este se afastou por noventa dias, também pediu uma licença do PSDB. Em dezembro, a CPI apresenta os resultados e livra o presidente da Câmara da responsabilidade das acusações, enquanto a oposição contesta. Passados os noventa dias de afastamento, Derosso renovou o afastamento com o mesmo prazo; vereadores da oposição fizeram novamente requerimento para afastá-lo definitivamente, contando desta vez com o apoio da situação. Sem apoio político, em 12 de março de 2012 Derosso renunciou definitivamente da Presidência da Câmara, sendo substituído por João Luiz Cordeiro.
Em 26 de abril de 2012, o jornal Gazeta do Povo divulgou uma reportagem na qual afirmou que entre 2006 e 2011 a Câmara Municipal de Curitiba gastou quase trinta e cinco milhões de reais em contratos de publicidade. Notas divulgadas confirmaram que no mínimo trezentos e quarenta e cinco mil reais foram pagos para empresas de funcionários ou parentes de cinco vereadores, sendo todos radialistas ou apresentadores de televisão. João Cláudio Derosso foi considerado um homem forte da Câmara durante 13 anos, presidente da Câmara entre 1998 a 2011. Foi importante aliado dos últimos três prefeitos de Curitiba (Cassio Taniguchi, Beto Richa e Luciano Ducci), fazendo com que a bancada de apoio sempre tivesse vitória folgada. Antes do escândalo, estava entre os possíveis nomes à vice-prefeito de Luciano Ducci.
Posteriormente, descobriu-se que grande parte dos vereadores ou os funcionários de seus gabinetes tinham benefícios com as verbas dos contratos super-faturados firmados por Derosso. O político que ficou sem partido não é candidato à reeleição. No primeiro dia de propaganda eleitoral na rádio e televisão, o tema de corrupção foi abordado por somente duas candidatas da oposição. O cientista político Adriano Codato (professor-adjunto da UFPR) afirma que "como 90% dos atuais vereadores estão implicados (nos escândalos de publicidade), não falar é instinto de sobrevivência para eles".

### Influências
Os candidatos ao pleito que possuem alguma chance de se eleger, são relacionados com famílias poderosas e tradicionais na política ou economia do estado. De acordo com Ricardo Costa Oliveira, professor-associado de Sociologia Política da UFPR, existem cerca de cinquenta famílias que controlam a política paranaense, "formando dinastias políticas". Gustavo Fruet é filho do ex-prefeito e ex-deputado federal Maurício Fruet; a vereadora Renata Bueno é filha do líder do Partido Popular Socialista na Câmara Federal Rubens Bueno; Ratinho Junior, que apresentou surpreendentemente bons resultados nas pesquisas, é filho do apresentador de TV e ex-deputado federal Ratinho, cujo ajudou na popularidade do filho; "Ducci é casado com Marry Dal Prá, sobrinha do deputado Dionísio Dal Prá, político tradicional da região noroeste do Estado; e Greca é filho da família Macedo, uma das mais atuantes na política paranaense". Para o professor-adjunto de Ciência Política na UFPR Adriano Codato, há uma dificuldade em se formar novas alianças, as campanhas eleitorais são caras, a maioria das atuais gerações de políticos são filhos das gerações anteriores, e "um filho de político, naturalmente, tem acesso mais fácil ao esquema de financiamento de campanhas e ao comando partidário"; ocorrendo algo semelhante em todo o país. Fruet declarou ao UOL que nasceu num comitê político, mas salientou que nunca concorreu a uma eleição junto com seu pai. Ratinho Junior afirmou que seu pai foi essencial para a ascensão política, mas que a sua "permanência na política se deve ao meu trabalho. Se eu não fizesse jus ao que meu pai avalizou, não teria ido adiante".

### Pesquisas de opinião
As pesquisas de opinião foram contrariadas no primeiro turno, quando o candidato Gustavo Fruet que estava na terceira colocação conseguiu ir para o segundo turno. De acordo com o cientista político Ricardo Oliveira, tal fato pode ser explicado por problemas de amostragem e crescimento da candidatura. A questão geográfica, por exemplo, demonstra que o candidato Ratinho Junior venceu na região sul, enquanto na região norte ficou com Fruet; uma pesquisa feita em apenas uma dessas regiões logo levantaria diferenças, e elas ainda podem ter diferenças em características como classe social e idade. Outro fator, de acordo com Ricardo, foi o fato da campanha de Fruet ter conseguido ascensão com melhores resultados no último debate eleitoral. Tudo isso junto teria causado os erros. A diretora do Ibope Maria Cavallari, em entrevista à RPC TV, concorda que as pesquisas não são infalíveis; segundo ela 95% das pesquisas tendem a ficar dentro da margem de erro e um dos problemas é a constante mudança de opinião dos eleitores.

### Sucessão
O cientista político Emerson Cervi da UFPR afirmou que a diferença das campanhas acirradas anteriores é que os dois principais candidatos representavam dois grupos tradicionais: de um lado os urbanistas de direita, com Lerner, Greca, Taniguchi e Richa, de outro, o PT. Quem sempre levou foi o primeiro grupo, mas hegemônico apenas em longevidade, não em termos de votos". Para Emerson, Ratinho Junior não associou-se com a situação nem com a oposição. O mesmo afirma que existe um desgaste com relação ao PT e PSDB.
Cervi observa que Ratinho Junior obteve apenas 5% a mais de votos no segundo turno com relação ao anterior, apesar do apoio de Rafael Greca (PMDB) que no primeiro turno obteve 10% dos votos. É notável o fato de os dois candidatos da oposição irem para o segundo turno, excluindo o candidato situacionista. Aqueles que votaram em Ducci (26,77%) teriam de votar em alguém no segundo turno, e esse escolhido foi Fruet por ter feito "uma campanha menos crítica, mais assertiva, e conquistou nove em cada dez votos no segundo turno".

## Resultados
| Dados eleitorais do 1º turno | Dados eleitorais do 1º turno | Dados eleitorais do 1º turno |
|                              | Valor                        | %                            |
| ---------------------------- | ---------------------------- | ---------------------------- |
| Seções                       | 3 868                        | 100%                         |
| Eleitorado                   | 1 172 939                    | 100%                         |
| Abstenção                    | 106 659                      | 9,09%                        |
| Comparecimento               | 1 066 280                    | 90,91%                       |

| Votos na eleição para Prefeito (1º turno) | Votos na eleição para Prefeito (1º turno) | Votos na eleição para Prefeito (1º turno) |
|                                           | Valor                                     | %                                         |
| ----------------------------------------- | ----------------------------------------- | ----------------------------------------- |
| Brancos                                   | 34 957                                    | 3,28%                                     |
| Nulos                                     | 56 141                                    | 5,27%                                     |
| Válidos                                   | 975 182                                   | 91,46%                                    |

| Votos na eleição para Prefeito (2º turno) | Votos na eleição para Prefeito (2º turno) | Votos na eleição para Prefeito (2º turno) |
|                                           | Valor                                     | %                                         |
| ----------------------------------------- | ----------------------------------------- | ----------------------------------------- |
| Brancos                                   | 25 536                                    | 2,42%                                     |
| Nulos                                     | 44 364                                    | 4,21%                                     |
| Válidos                                   | 984 683                                   | 93,37%                                    |

| Votos na eleição para Vereador | Votos na eleição para Vereador | Votos na eleição para Vereador |
|                                | Valor                          | %                              |
| ------------------------------ | ------------------------------ | ------------------------------ |
| Brancos                        | 89 557                         | 8,40%                          |
| Nulos                          | 66 384                         | 6,23%                          |
| Válidos                        | 910 339                        | 85,38%                         |
| Válidos nominais               | 828 810                        | 91,04%                         |
| Válidos em legenda             | 81 529                         | 8,96%                          |

### Prefeitura
Primeiro turno
O pleito no primeiro turno definiu os candidatos Ratinho Junior e Gustavo Fruet para o segundo turno. Diferentemente do que apontava as pesquisas, Fruet venceu o então prefeito Ducci com uma diferença considerada pequena: 4 402 votos. Ratinho Junior conseguiu mais votos na região sul da cidade, enquanto Fruet liderou a votação na região norte. Ratinho conseguiu quase 50% dos votos nos bairros Sítio Cercado e Pinherinho, 48% no Cic, e quase 36% no Boqueirão. Fruet recebeu mais votos nos bairros Mossunguê e Batel com 38%, em Santa Felicidade, Mercês e Centro teve 34%, e nos bairros Pilarzinho, Boa Vista e Ahú, somam 33%.

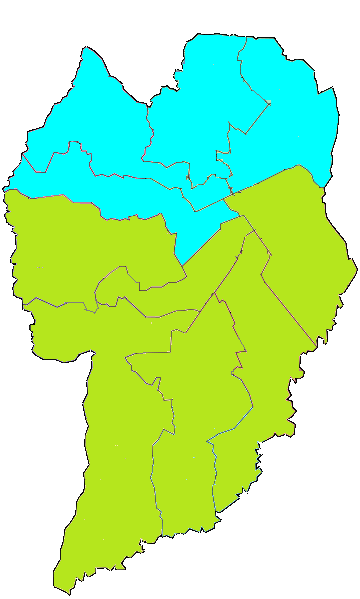
Resultados da eleição no primeiro turno por zonas eleitorais:
Gustavo Fruet
Ratinho Junior

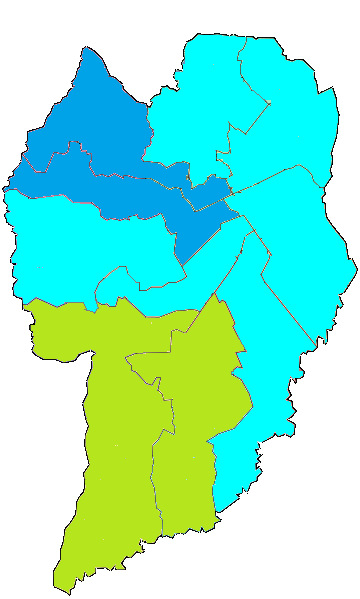
Resultados da eleição no segundo turno por zonas eleitorais:
Gustavo Fruet
55% a 77%
mais de 70%
Ratinho Junior
50 a 55%

| Gustavo Fruet | Ratinho Junior |

| Gustavo Fruet 55% a 77% mais de 70% | Ratinho Junior 50 a 55% |

| Partido | Partido | Candidato         | Votos   | Votos (%) |
| ------- | ------- | ----------------- | ------- | --------- |
|         | PSC     | Ratinho Junior    | 332 408 | 34,09%    |
|         | PDT     | Gustavo Fruet     | 265 451 | 27,22%    |
|         | PSB     | Luciano Ducci     | 261 049 | 26,77%    |
|         | PMDB    | Rafael Greca      | 101 866 | 10,45%    |
|         | PSOL    | Bruno Meirinho    | 8 878   | 0,91%     |
|         | PPL     | Alzimara Bacellar | 4 518   | 0,46%     |
|         | PSTU    | Avanílson Araújo  | 1 012   | 0,1%      |
|         | PRTB    | Carlos Moraes     | 0       | 0%        |
| Totais  | Totais  | Totais            | 975 182 |           |
| Fonte:  |         |                   |         |           |

Segundo turno
| Partido | Partido | Candidato      | Votos   | Votos (%) |
| ------- | ------- | -------------- | ------- | --------- |
|         | PDT     | Gustavo Fruet  | 597 200 | 60,65%    |
|         | PSC     | Ratinho Junior | 387 483 | 39,35%    |
| Totais  | Totais  | Totais         | 984 683 |           |
| Fonte:  |         |                |         |           |

### Câmara Municipal de Curitiba
| Vereadores eleitos em Curitiba | Vereadores eleitos em Curitiba | Vereadores eleitos em Curitiba | Vereadores eleitos em Curitiba |
| Candidato                      | Partido                        | Votos                          | %                              |
| ------------------------------ | ------------------------------ | ------------------------------ | ------------------------------ |
| Cristiano Santos               | PV                             | 14 819                         | 1,63%                          |
| Professor Galdino              | PSDB                           | 13 983                         | 1,54%                          |
| Valdemir Soares                | PRB                            | 12 725                         | 1,40%                          |
| Serginho do Posto              | PSDB                           | 12 303                         | 1,35%                          |
| Felipe Braga Cortes            | PSDB                           | 10 045                         | 1,10%                          |
| Toninho da Farmácia            | PP                             | 9 966                          | 1,09%                          |
| Dona Lourdes                   | PSB                            | 9 924                          | 1,09%                          |
| Jairo Marcelino                | PSD                            | 9 592                          | 1,05%                          |
| Beto Moraes                    | PSDB                           | 9 326                          | 1,02%                          |
| Professora Josete              | PT                             | 9 208                          | 1,01%                          |
| Tico Kuzma                     | PSB                            | 8 541                          | 0,94%                          |
| Noemia Rocha                   | PMDB                           | 8 132                          | 0,89%                          |
| Tito Zeglin                    | PDT                            | 7 743                          | 0,85%                          |
| Helio Wirbiski                 | PPS                            | 7 728                          | 0,85%                          |
| Mestre Pop                     | PSC                            | 7 691                          | 0,84%                          |
| Maria Manfron                  | PP                             | 7 576                          | 0,83%                          |
| Sabino Picolo                  | DEM                            | 7 388                          | 0,81%                          |
| Chico do Uberaba               | PMN                            | 7 099                          | 0,78%                          |
| Edmar Colpani                  | PSB                            | 6 981                          | 0,77%                          |
| Julieta Reis                   | DEM                            | 6 965                          | 0,77%                          |
| Mauro Ignacio                  | PSB                            | 6 843                          | 0,75%                          |
| Paulo Salamuni                 | PV                             | 6 823                          | 0,75%                          |
| Jonny Stica                    | PT                             | 6 609                          | 0,73%                          |
| Pier Petruzziello              | PTB                            | 6 132                          | 0,67%                          |
| Tiago Gevert                   | PSC                            | 6 059                          | 0,67%                          |
| Jorge Bernardi                 | PDT                            | 5 727                          | 0,63%                          |
| Dirceu Moreira                 | PSL                            | 5 633                          | 0,62%                          |
| Paulo Rink                     | PPS                            | 5 625                          | 0,62%                          |
| Ailton Araujo                  | PSC                            | 5 378                          | 0,59%                          |
| Ze Maria                       | PPS                            | 5 333                          | 0,59%                          |
| Aladim                         | PV                             | 5 130                          | 0,56%                          |
| Pedro Paulo                    | PT                             | 4 853                          | 0,53%                          |
| Bruno Pessut                   | PSC                            | 4 691                          | 0,52%                          |
| Carla Pimentel                 | PSC                            | 4 167                          | 0,46%                          |
| Rogerio Campos                 | PSC                            | 3 903                          | 0,43%                          |
| Cacá Pereira                   | PSDC                           | 3 838                          | 0,42%                          |
| José Carlos Chicarelli         | PSDC                           | 3 751                          | 0,41%                          |
| Geovane Fernandes              | PTB                            | 2 861                          | 0,31%                          |

| Partido | Partido                                               | Votos   | Votos (%) | Votos (±) | Vereadores | Vereadores (%) | Vereadores (±) |
| ------- | ----------------------------------------------------- | ------- | --------- | --------- | ---------- | -------------- | -------------- |
|         | Partido Social Cristão (PSC)                          | 123 205 | 13,53%    | +10,86%   | 6          | 15,79%         | +5             |
|         | Partido da Social Democracia Brasileira (PSDB)        | 92 522  | 10,16%    | −16,27%   | 4          | 10,53%         | −9             |
|         | Partido Socialista Brasileiro (PSB)                   | 85 760  | 9,42%     | +2,58%    | 4          | 10,53%         | +1             |
|         | Partido Democrático Trabalhista (PDT)                 | 66 446  | 7,3%      | +0,14%    | 2          | 5,26%          | −1             |
|         | Partido Popular Socialista (PPS)                      | 61 973  | 6,81%     | +0,74%    | 3          | 7,89%          | +1             |
|         | Partido dos Trabalhadores (PT)                        | 61 956  | 6,81%     | −1,28%    | 3          | 7,89%          | 0              |
|         | Partido Progressista (PP)                             | 55 124  | 6,06%     | +1,07%    | 2          | 5,26%          | 0              |
|         | Partido Verde (PV)                                    | 53 533  | 5,88%     | −2,24%    | 3          | 7,89%          | 0              |
|         | Partido Social Democrata Cristão (PSDC)               | 42 032  | 4,62%     | +3,28%    | 2          | 5,26%          | +2             |
|         | Partido Trabalhista Brasileiro (PTB)                  | 40 599  | 4,46%     | +2,67%    | 2          | 5,26%          | +2             |
|         | Partido Social Democrático (PSD)                      | 34 339  | 3,77%     | +3,77%    | 1          | 2,63%          | +1             |
|         | Partido Social Liberal (PSL)                          | 30 779  | 3,38%     | +0,6%     | 1          | 2,63%          | 0              |
|         | Partido do Movimento Democrático Brasileiro (PMDB)    | 29 989  | 3,29%     | −2,72%    | 1          | 2,63%          | −1             |
|         | Democratas (DEM)                                      | 21 658  | 2,38%     | −5,2%     | 2          | 5,26%          | −1             |
|         | Partido Trabalhista Cristão (PTC)                     | 18 380  | 2,02%     | +1,92%    | 0          | 0%             | 0              |
|         | Partido Republicano Progressista (PRP)                | 18 353  | 2,02%     | +1,39%    | 0          | 0%             | −1             |
|         | Partido Republicano Brasileiro (PRB)                  | 16 456  | 1,81%     | −1,16%    | 1          | 2,63%          | 0              |
|         | Partido da República (PR)                             | 12 050  | 1,32%     | +0,32%    | 0          | 0%             | 0              |
|         | Partido Socialismo e Liberdade (PSOL)                 | 10 278  | 1,13%     | +0,77%    | 0          | 0%             | 0              |
|         | Partido Comunista do Brasil (PCdoB)                   | 9 578   | 1,05%     | −0,85%    | 0          | 0%             | 0              |
|         | Partido da Mobilização Nacional (PMN)                 | 8 419   | 0,92%     | −0,58%    | 1          | 2,63%          | +1             |
|         | Partido Humanista da Solidariedade (PHS)              | 5 986   | 0,66%     | +0,34%    | 0          | 0%             | 0              |
|         | Partido Trabalhista do Brasil (PTdoB)                 | 4 569   | 0,5%      | −0,11%    | 0          | 0%             | 0              |
|         | Partido Trabalhista Nacional (PTN)                    | 3 730   | 0,41%     | +0,35%    | 0          | 0%             | 0              |
|         | Partido Socialista dos Trabalhadores Unificado (PSTU) | 1 665   | 0,18%     | +0,16%    | 0          | 0%             | 0              |
|         | Partido Pátria Livre (PPL)                            | 960     | 0,11%     | +0,11%    | 0          | 0%             | 0              |
|         | Partido Renovador Trabalhista Brasileiro (PRTB)       | 0       | 0%        | −0,61%    | 0          | 0%             | 0              |
| Totais  | Totais                                                | 910 339 |           |           | 38         |                |                |
| Fonte:  |                                                       |         |           |           |            |                |                |